# Diócesis de Sapë
La diócesis de Sapë (en latín: Dioecesis Sappen(sis) y en albanés: Dioqeza e Sapës) es una circunscripción eclesiástica latina de la Iglesia católica en Albania, sufragánea de la arquidiócesis de Shkodër-Pult. La diócesis tiene al obispo Simon Kulli como su ordinario desde el 15 de junio de 2017.

## Territorio y organización
La diócesis extiende su jurisdicción sobre los fieles católicos de rito latino residentes en el condado de Kukës y los municipios de Fushë Arrëz, Pukë y Vau i Dejës del condado de Shkodër.
La sede de la diócesis se encuentra en la ciudad de Vau i Dejës, en donde se halla la Catedral de la Madre Teresa. 
En 2020 la diócesis estaba dividida en 32 parroquias. 

## Historia
La diócesis fue erigida en 1062 por el papa Alejandro II. Sapë fue una ciudad al sur de Vau i Dejës, en donde estuvo ubicada durante mucho tiempo la catedral de la diócesis, la iglesia de San Miguel. Desde la Edad Media hasta el siglo XIX, Sapë perteneció a la provincia eclesiástica de Bar. Desde el siglo XII el área de Sapë perteneció a los serbios.
En 1444 se unieron las tres diócesis de Dagno, Sarda y Sapë, pero la unión duró poco.
Circa 1470 el área fue ocupada por el Imperio otomano. En 1491 la sede se unió de nuevo a la diócesis de Sarda, pero todavía en el siglo XVI había dos líneas episcopales distintas con ocasionales uniones in persona episcopi. 
En la primera mitad del siglo XVI la diócesis experimentó un período de decadencia. En un principio fue asignada in commendam a prelados no residentes, luego pasó por un largo período de vacancia, que duró hasta 1560. En 1594 la catedral estaba en ruinas.
En 1703 la diócesis incorporó algunas parroquias que habían pertenecido a la diócesis de Pult.
En 1706 la catedral aún no tenía cabildo, pero era oficiada por un solo misionero. La diócesis en el mismo año contaba con 9000 fieles y 16 parroquias.
A principios del siglo XX, la residencia del obispo estaba en el pueblo de Nënshat, en lo alto de una colina, al sureste de Shkodër.
El 25 de enero de 1930, con el breve Incumbentis Nobis del papa Pío XI, se redefinieron los límites entre la diócesis de Sapë y la arquidiócesis de Shkodër (hoy arquidiócesis de Shkodër-Pult).
Después de la Segunda Guerra Mundial, el obispo Gjergj Volaj, que asumió el cargo en 1940, fue encarcelado por el régimen comunista de Albania, torturado y asesinado en febrero de 1948. Durante el período de ateísmo estatal, la diócesis permaneció vacante desde 1948 hasta 2005.
El 28 de julio de 2012 el papa Benedicto XVI nombró al cardenal Santos Abril y Castelló como su enviado especial para la celebración del 950 aniversario de esta diócesis, que tuvo lugar el 29 de septiembre de 2012.

## Episcopologio
- Pietro † (mencionado en 1291)
- Paolo † (?-1376 falleció)
- Benvenuto, O.F.M. † (2 de julio de 1376-?)
- Pietro Zaccaria † (4 de mayo de 1395-?)
- Nicola † (1414-circa 1422 falleció)
- Michele † (3 de julio de 1422-después de 1428 falleció)
- Pietro, O.S.B. † (13 de julio de 1425-después de 1428 falleció)
- Matteo Ermolao † (6 de marzo de 1433-11 de abril de 1440 nombrado obispo de Arbe)
- Giorgio † (13 de junio de 1440-?)
- Emanuele, O.P. † (1459-?)
  - Bartolomeo Barbarigo † (1468-11 de octubre de 1471 nombrado obispo de Parenzo) (administrador apostólico)
- Marino Summa † (22 de febrero de 1473-?)
- Gabriele, O.F.M. † (10 de marzo de 1479-?)
  - Biagio † (27 de noviembre de 1489-1490) (administrador apostólico)
- Prosdocimo † (20 de diciembre de 1490-circa 1500)
- Pietro Strebbigna † (1503-1508 falleció)
- Domingo García, O.P. † (5 de julio de 1508-?)
- Giorgio † (?-1513 falleció)
- Pierre Tallon, O.F.M. † (27 de junio de 1513-?)
- Juan Buenaventura Valderrama, O.F.M. † (3 de septiembre de 1518-?)
- Afonso Cavalheiro, O.F.M.Conv. † (6 de febrero de 1521-?)
  - Sede vacante (?-1560)
- Teobaldo Bianchi † (26 de abril de 1560-octubre de 1582 falleció)
- Giorgio Palma † (9 de septiembre de 1583-circa 1590 falleció)
- Nicola Bianchi † (7 de noviembre de 1594-1617 o 1618 falleció)
- Simoni Jeçi † (26 de octubre de 1620-1621 falleció)
- Pietro Budi † (21 de julio de 1621-diciembre de 1622 falleció)
- Giorgio Bianchi † (22 de mayo de 1623-1 de octubre de 1635 nombrado arzobispo de Bar)
- Francesco Bianchi † (17 de diciembre de 1635-1644 falleció)
- Giorgio Bianchi † (14 de noviembre de 1644-16 de octubre de 1646 falleció) (por segunda vez)
- Simeone de Summis, O.F.M. † (27 de mayo de 1647-1672 falleció)
- Stefano de Gaspare † (29 de mayo de 1673-14 de febrero de 1680 falleció)
- Martin Jelić † (28 de septiembre de 1682-mayo de 1684 falleció)
- Giorgio Teodori † (12 de noviembre de 1685-julio de 1706 falleció)
- Egidio Quinto, O.F.M.Ref. † (21 de marzo de 1707-8 de febrero de 1719 nombrado arzobispo de Bar)
- Marino Gini † (29 de marzo de 1719-1720 falleció)
- Giovanni Galata † (30 de septiembre de 1720-15 de noviembre de 1728 nombrado obispo de Lezhë)
- Basilio Lindi † (15 de diciembre de 1728-noviembre de 1744 falleció)
- Lazzaro Uladagni † (9 de marzo de 1746-21 de julio de 1749 nombrado arzobispo de Bar)
- Giorgio Uladagni † (27 de abril de 1750-9 de marzo de 1765 falleció)
- Nicola Lindi † (5 de agosto de 1765-antes del 19 de agosto de 1791 falleció)
- Giovanni Logorezzi † (26 de septiembre de 1791-1795 falleció)
- Antonio Angelo Radovani † (27 de junio de 1796-8 de julio de 1808 nombrado obispo de Shkodër)
- Marco Negri † (8 de julio de 1808-13 de mayo de 1820 falleció)
- Lekë Suma † (5 de diciembre de 1820-23 de diciembre de 1826 falleció)
- Lazzaro Uladagni Bianchi † (24 de abril de 1827-13 de abril de 1829 falleció)
- Pietro Borzi † (18 de diciembre de 1829-13 de febrero de 1839 falleció)
  - Giovanni di Spalatro, O.F.M.Obs. † (24 de septiembre de 1839-? renunció) (obispo electo)
  - Antonio Bassić † (10 de enero de 1840-febrero de 1840 renunció) (obispo electo)
- Giorgio Labella, O.F.M.Ref. † (2 de octubre de 1840-26 de noviembre de 1844 nombrado arzobispo de Durrës)
- Pietro Severini, O.F.M.Ref. † (26 de noviembre de 1844-6 de noviembre de 1873 falleció)
- Giulio Marsili, O.F.M.Obs. † (11 de noviembre de 1873 por sucesión-11 de mayo de 1890] renunció[3])
- Lorenzo Petris de Dolammare † (5 de agosto de 1890-12 de junio de 1892 renunció[4])
- Gabriele Neviani, O.F.M.Ref. † (10 de enero de 1893-antes del 12 de marzo de 1900 renunció[5])
  - Pietro Sereggi, O.F.M. † (31 de marzo de 1900-? renunció) (obispo electo)
- Lazër Mjeda † (10 de noviembre de 1900-24 de diciembre de 1904 nombrado arzobispo coadjutor de Shkodër[6])
- Giacomo Sereggi † (7 de agosto de 1905-14 de abril de 1910 nombrado arzobispo de Shkodër)
- Gjergj Koleci † (21 de septiembre de 1911-2 de enero de 1928 falleció)
- Zef Gjonali † (13 de junio de 1928-30 de octubre de 1935 renunció[7])
- Beato Vinçenc Prennushi, O.F.M. † (27 de enero de 1936-26 de junio de 1940 nombrado arzobispo de Durrës)
- Gjergj Volaj † (26 de junio de 1940-3 de abril de 1948 falleció)
  - Sede vacante (1948-2005)
- Dodë Gjergji (23 de noviembre de 2005-12 de diciembre de 2006 nombrado administrador apostólico de Prizren)[8]
- Lucjan Avgustini † (12 de diciembre de 2006-22 de mayo de 2016 falleció)
- Simon Kulli, desde el 15 de junio de 2017

## Estadísticas
De acuerdo al Anuario Pontificio 2021 la diócesis tenía a fines de 2020 un total de 65 800 fieles bautizados.
| Año                                                                             | Población            | Población | Población      | Sacerdotes | Sacerdotes    | Sacerdotes    | Bautizados por sacerdote | Diáconos permanentes | Religiosos | Religiosos | Parroquias |
| Año                                                                             | Bautizados católicos | Total     | % de católicos | Total      | Clero secular | Clero regular | Bautizados por sacerdote | Diáconos permanentes | Varones    | Mujeres    | Parroquias |
| ------------------------------------------------------------------------------- | -------------------- | --------- | -------------- | ---------- | ------------- | ------------- | ------------------------ | -------------------- | ---------- | ---------- | ---------- |
| 1944                                                                            | 16 597               | ?         | ?              | ?          | ?             | ?             | ?                        | ?                    | ?          | ?          | ?          |
| 1999                                                                            | 159 000              | 177 000   | 89.8           | 6          | 3             | 3             | 26 500                   |                      | 7          | 14         | 17         |
| 2000                                                                            | 91 000               | 177 000   | 51.4           | 8          | 4             | 4             | 11 375                   |                      | 8          | 22         | 17         |
| 2001                                                                            | 90 000               | 200 000   | 45.0           | 9          | 4             | 5             | 10 000                   |                      | 9          | 47         | 20         |
| 2002                                                                            | 90 000               | 200 000   | 45.0           | 9          | 4             | 5             | 10 000                   |                      | 9          | 57         | 20         |
| 2003                                                                            | 90 000               | 200 000   | 45.0           | 14         | 11            | 3             | 6428                     |                      | 10         | 49         | 24         |
| 2004                                                                            | 90 000               | 200 000   | 45.0           | 14         | 10            | 4             | 6428                     |                      | 6          | 49         | 33         |
| 2007                                                                            | 90 600               | 201 300   | 45.0           | 11         | 10            | 1             | 8236                     |                      | 4          | 6          | 29         |
| 2010                                                                            | 70 300               | 203 000   | 34.6           | 15         | 10            | 5             | 4686                     | 1                    | 7          | 44         | 32         |
| 2014                                                                            | 70 701               | 202 800   | 34.9           | 19         | 11            | 8             | 3721                     | 1                    | 9          | 51         | 32         |
| 2017                                                                            | 70 100               | 135 000   | 51.9           | 14         | 4             | 10            | 5007                     | 1                    | 13         | 55         | 33         |
| 2020                                                                            | 65 800               | 133 850   | 49.2           | 19         | 11            | 8             | 3463                     |                      | 9          | 51         | 32         |
| Fuente: Catholic-Hierarchy, que a su vez toma los datos del Anuario Pontificio. |                      |           |                |            |               |               |                          |                      |            |            |            |